# Mulloidichthys martinicus
Mulloidichthys martinicus (Cuvier, 1829) è un pesce osseo marino appartenente alla famiglia Mullidae diffuso nell'oceano Atlantico tropicale.

## Distribuzione
L'areale comprende principalmente l'oceano Atlantico occidentale tropicale dalla Florida al Brasile comprendendo le Bermuda, il mar dei Caraibi e il golfo del Messico. Sembra assente nella zona dell'America meridionale compresa tra le foci dell'Orinoco e del Rio delle Amazzoni dove non esistono reefs corallini a causa della bassa salinità dell'acqua. Nell'Atlantico orientale è molto più rara e segnalata sporadicamente solo alle isole del Capo Verde e di São Tomé.
È diffuso nelle zone sabbiose e ciottolose nei pressi delle barriere coralline, sia nelle lagune che nelle barriere costiere. I giovanili sono comuni nelle praterie di alghe e fanerogame marine.
Vive tra 0 e 49 metri di profondità, occasionalmente più in profondità fino a un massimo di 135 metri ma comunemente sopra i 35 metri.

## Descrizione
L'aspetto esteriore non si discosta sensibilmente da quello della triglie mediterranee con bocca terminale-inferiore e due barbigli sotto il mento. La colorazione ha sfondo chiaro con una vistosa fascia gialla tra l'occhio e la pinna caudale, che è anch'essa gialla. Anche le altre pinne sono di colore giallo più o meno intenso. È il Mulloidichthys meno vistosamente colorato.
La lunghezza massima sfiora i 45 cm ma comunemente non supera i 28 cm.

## Biologia

### Comportamento
Forma grandi banchi nei pressi dei coralli di giorno quando non è intento ad alimentarsi mentre durante il foraggiamento è solitario o si riunisce in piccoli gruppi. Forma banchi misti con altre specie come pesci chirurgo, labridi e pesci grugnitori, di questi ultimi soprattutto è frequente l'associazione con Haemulon chrysargyreum. Si crede che questi raggruppamenti offrano reciproca difesa nei confronti dei predatori.

### Alimentazione
Si nutre di invertebrati bentonici come policheti, molluschi bivalvi, isopodi, anfipodi e altri crostacei che scova nel sedimenti con i barbigli ricchi di chemiocettori.

### Riproduzione
I maschi sono più grandi e in maggior numero rispetto alle femmine ma hanno sviluppo più lento. La maturità sessuale viene raggiunta a una lunghezza di 17,5 cm nelle femmine e di 18,5 cm nei maschi. La riproduzione avviene due volte all'anno, in primavera e in autunno.

### Predatori
La letteratura cita casi di predazione su questa specie da parte di Coryphaena hippurus, Euthynnus alletteratus ed Epinephelus guttatus.

## Pesca
La pesca di questa specie ha un'importanza relativamente scarsa e non contribuisce significativamente all'industria peschereccia di nessuno dei paesi in cui è diffusa. Il suo consumo ha causato casi di ciguatera.

## Conservazione
Si tratta di una specie da comune ad abbondante in tutto l'areale e soggetta a una bassa pressione di pesca. Lo stato delle popolazioni è ignoto ma non si ha prova di rarefazione. Per questi motivi la lista rossa IUCN classifica questa specie come "a basso rischio".